# 18-甲氧基冠狗牙花定碱
18-甲氧基冠狗牙花定碱（英語：18-Methoxycoronaridine，缩写18-MC，开发代号：MM-110），或叫佐鲁尼坎（INN：zolunicant），是一种有机化合物，分子式C22H28N2O3，属于伊波加因的衍生物，1996年被开发为药物。